# Sci nautico ai Giochi mondiali 2022 - Tricks femminile
La gara del tricks femminile di sci nautico ai Giochi mondiali 2022 si è svolta il 14 e il 15 luglio 2022 a Birmingham.

## Risultati

### Turno preliminare
| Rank | Atleta                | Nazione     | Risultato | Note |
| ---- | --------------------- | ----------- | --------- | ---- |
| 1    | Neilly Ross           | Canada      | 9750      | Q    |
| 2    | Anna Gay              | Stati Uniti | 9190      | Q    |
| 3    | Daniela Verswyvel     | Colombia    | 7100      | Q    |
| 4    | Aaliyah Yoong Hanifah | Malaysia    | 6700      | Q    |
| 5    | Taylah Simmonds       | Australia   | 6640      | Q    |
| 6    | Alice Bagnoli         | Italia      | 5550      |      |
| 7    | Valentina Gonzalez    | Cile        | 5500      |      |

### Finale
| Rank | Atleta                | Nazione     | Risultato | Note |
| ---- | --------------------- | ----------- | --------- | ---- |
| 1    | Neilly Ross           | Canada      | 9690      |      |
| 2    | Anna Gay              | Stati Uniti | 9190      |      |
| 3    | Aaliyah Yoong Hanifah | Malaysia    | 7960      |      |
| 4    | Daniela Verswyvel     | Colombia    | 6380      |      |
| 5    | Taylah Simmonds       | Australia   | 6360      |      |